# Gudbjerg Sogn
Gudbjerg Sogn er et sogn i Svendborg Provsti (Fyens Stift).
I 1800-tallet var Gudbjerg Sogn et selvstændigt pastorat. Det hørte til Gudme Herred i Svendborg Amt. Gudbjerg sognekommune blev ved kommunalreformen i 1970 indlemmet i Gudme Kommune, der ved strukturreformen i 2007 indgik i Svendborg Kommune. 
I Gudbjerg Sogn ligger Gudbjerg Kirke.
I sognet findes følgende autoriserede stednavne:
- Brenderup (bebyggelse, ejerlav) (Adelbyen) – der har fire torper
- Brændeskovgård (bebyggelse)
- Ellerup (bebyggelse, ejerlav)
- Ellerup Kohave (bebyggelse)
- Grøftehave (bebyggelse)
- Gudbjerg (bebyggelse, ejerlav)
- Gudbjerglund (bebyggelse)
- Gudbjergskov (bebyggelse)
- Højbjerg (areal)
- Kilen (bebyggelse)
- Lakkendrup (bebyggelse, ejerlav)
- Langkildeskov (bebyggelse)
- Mullerup (ejerlav, landbrugsejendom)
- Sejet (bebyggelse)
- Snap-ind (bebyggelse)
- Sortebro (bebyggelse)
- Vester Brændeskov (bebyggelse, ejerlav)
- Øster Brændeskov (bebyggelse, ejerlav)
- Åhuse (bebyggelse)

Ved sogneskellet til Brudager Sogn lå indtil 1920 Sortebro kro, der nu er flyttet til Den Fynske Landsby ved Odense.